# Mamlish Records
Mamlish Records war ein US-amerikanisches Plattenlabel. 
Das Label wurde in den frühen 1970er Jahren von Don Kent gegründet und spezialisierte sich auf Wiederveröffentlichungen alter Bluesaufnahmen. Die originalen Werke waren Vor- und Nachkriegsaufnahmen, die als Schellackplatten (78-rpm-Platten) vertrieben worden waren.
Zu den wiederveröffentlichten Aufnahmen zählten vor allem Plattensampler, aber auch Zusammenstellungen einzelner Künstler (The Mississippi Sheiks, Lonnie Johnson, Barbecue Bob, Big Joe Williams, Ed Bell). Die Wiederveröffentlichungen konzentrierten sich auf den 'weißen' Kundenmarkt, der seit dem Folk- und Blues-Revival der 1960er Jahre vorhanden war. 
Zusammen mit Nick Perls’ Yazoo Records war Mamlish Records das Label, das wohl am aktivsten dabei war, solche Aufnahmen wiederzuveröffentlichen.